# اسکرانتون (داکوتای شمالی)
اسکرانتون(به انگلیسی: Scranton) شهری در ایالت داکوتای شمالی کشور ایالات متحده آمریکا است که جمعیت آن در سرشماری سال ۲۰۱۰ میلادی، ۲۸۱ نفر بوده‌است.